# Cobitis fahirae
Cobitis fahirae là một loài cá vây tia trong họ Cobitidae.
Nó chỉ được tìm thấy ở Thổ Nhĩ Kỳ.
Môi trường sống tự nhiên của chúng là sông có nước theo mùa.
Nó không được xem là bị đe dọa theo IUCN.